# 北岛 (西沙群岛)
北岛，是西沙群岛宣德群岛“七连屿”的一部分，又称“長峙”、“長島”，地理坐标为北纬16°57'48"、东经112°18'36"，面积0.4平方公里，归属海南省三沙市七连屿管理委员会赵述社区居民委员会管辖。目前已经开放七连屿旅游。

## 歷史
- 1996年，中华人民共和国政府发布关于领海范围的声明，北岛是中国领海基点之一。[3]